# جوني هيكمان
جوني هيكمان (بالإنجليزية: Johnny Hickman)‏ هو موسيقي وعازف قيثارة أمريكي، ولد في 10 سبتمبر 1956.

## وصلات خارجية
- الموقع الرسمي
- جوني هيكمان على موقع IMDb (الإنجليزية)
- جوني هيكمان على موقع ميوزك برينز (الإنجليزية)
- جوني هيكمان على موقع أول ميوزيك (الإنجليزية)
- جوني هيكمان على موقع ديسكوغز (الإنجليزية)